# Nanzdietschweiler
Nanzdietschweiler là một đô thị ở huyện Kusel, bang Rheinland-Pfalz, phía tây nước Đức. Đô thị Nanzdietschweiler có diện tích 9,82 km².